# Negret llis
El negret llis (Etmopterus pusillus) és una espècie de peix de la família dels dalàtids i de l'ordre dels esqualiforms.
Poden assolir fins a 50 cm de longitud total. És ovovivípar. Menja ous de peix, calamars i Myctophidae. És un peix marí d'aigües profundes que viu fins als 1070 m de fondària.

## Distribució geogràfica
Es troba al nord del Golf de Mèxic, des del sud del Brasil fins a l'Argentina, les Guaianes, des de Portugal fins a Namíbia, des de l'Argentina fins a Sud-àfrica, Austràlia, Nova Zelanda i el Japó.

## Interès econòmic
Es comercialitza com a farina de peix i en salaó per al consum humà.